# Шапталізація

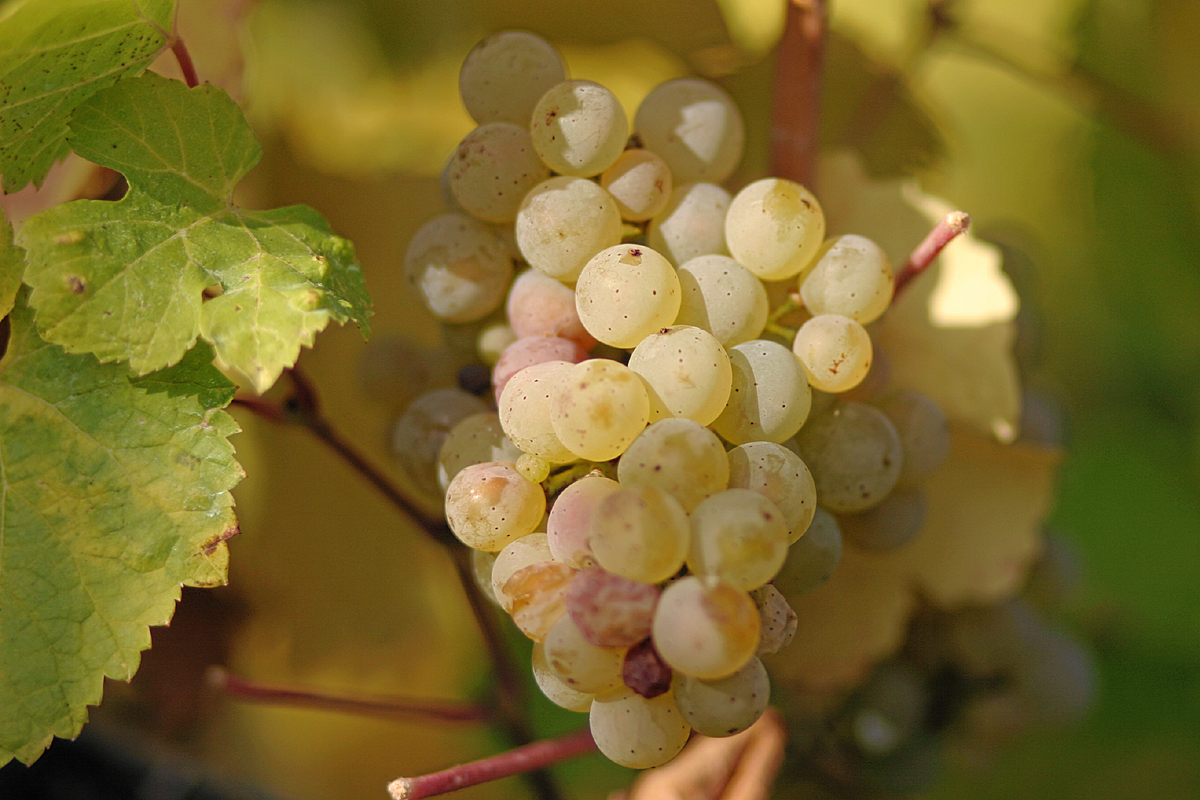
В Ельзасі чапталізація часто використовується для підвищення рівня алкоголю винограду Рислінг, який не дозрів до кінця на лозі.

Шапталізація — це процес додавання цукру до неферментованого виноградного сусла з метою збільшення вмісту спирту після бродіння. Техніка названа на честь її розробника, французького хіміка Жана-Антуана-Клода Шаптала. Цей процес призначений не для того, щоб зробити вино солодшим, а для того, щоб забезпечити більшу кількість цукру для дріжджів для подальшого бродіння у спирт.
Шапталізація породила дискусії та невдоволення у французькій виноробній промисловості через нові можливості для виробників у районах з поганим кліматом. У відповідь на бурхливі демонстрації протестуючих у 1907 р. уряд Франції розпочав регулювання кількості цукру, який можна додавати у вино.
Шапталізацію іноді називають збагаченням.
Легальність використання шапталізації залежить від країни, регіону та навіть типу вина. Загалом це дозволено в регіонах, що виробляють виноград із низьким вмістом цукру, таких як північні регіони Франції, Німеччини та США. Однак використання шапталізації заборонено в Аргентині, Австралії, Каліфорнії, Італії, Іспанії та Південній Африці. Німеччина забороняє практику при виготовленні Prädikatswein.
В Україні в законі «Про виноград та виноградне вино» від 16.06.2005 N 2662-IV шапталізація визначена як технологічний прийом підсолоджування сусла при виробництві столових сухих і шампанських виноматеріалів. Нерегламентоване застосування цукру або продуктів, що містять цукор, у тому числі виноградного походження, для штучного підвищення вмісту спирту у винах вважається фальсифікацією.

## Історія

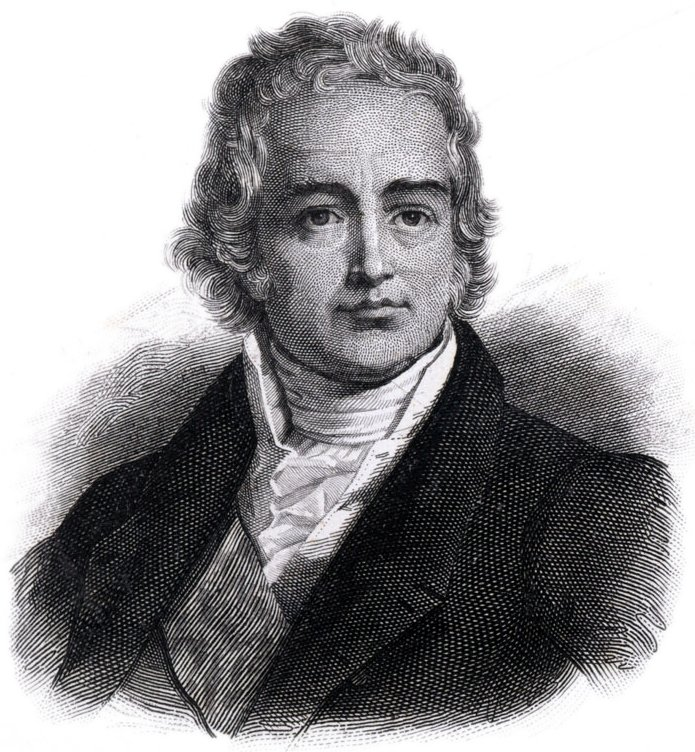
Французький хімік Жан-Антуан Шапталь

Техніка додавання цукру до виноградного сусла була частиною процесу виноробства, оскільки римляни додавали мед як підсолоджуючий засіб. Не усвідомлюючи хімічних компонентів, римські винороби змогли виявити переваги на смак.
Хоча процес давно пов'язаний з французьким вином, першою зафіксованою згадуванням про додавання цукру до сусла у французькій літературі було видання L'Encyclopedie 1765 року, яке виступало за використання цукру для підсолоджування вина порівняно з раніше прийнятою практикою використання ацетату свинцю. У 1777 році французький хімік П'єр Маккер виявив, що справжньою хімічною перевагою додавання цукру в сусло є збільшення вмісту алкоголю, щоб збалансувати високу кислотність недозрілого винограду, а не збільшення солодкості. У 1801 році, перебуваючи на службі у Наполеона, Жан-Антуан-Клод Шаптал почав пропагувати цю техніку як засіб посилення алкоголю та збереження вина.
У 1840-х роках німецька виноробна промисловість сильно постраждала від суворої погоди, яка створила значні труднощі для збору дозрілого винограду в цьому прохолодному регіоні. Хімік на ім'я Людвіг Галл запропонував метод Шаптала додати цукор до сусла, щоб допомогти виноробцям компенсувати наслідки згубної погоди. Цей процес Verbesserung (вдосконалення) допоміг підтримати виробництво вина в регіоні Мозель у цей важкий період.
На рубежі ХХ століття цей процес став суперечливим у французькій виноробній промисловості, коли виньерони в Лангедоку протестували проти виробництва «штучних вин», що заполонило французький винний ринок і призвело до зниження цін. У червні 1907 року по всьому Лангедоку почалися великі демонстрації, в яких понад 900 000 протестуючих вимагали від уряду вжити заходів для захисту їх засобів до існування. Безлади в місті Нарбонна спонукали прем'єр-міністра Жоржа Клемансо направити французьку армію в місто, що призвело до загибелі п'яти протестуючих. Наступного дня симпатики Лангедоку спалили префектуру в Перпіньяні. У відповідь на протести французький уряд збільшив оподаткування цукру і прийняв закони, що обмежують кількість цукру, який можна додавати у вино.

## Варіації процесу

Під час бродіння компоненти молекул сахарози перетворюються на етанол.

Для регулювання рівня цукру у виноградному суслі застосовуються різні методи. У звичайному процесі шапталізації тростинний цукор є найпоширенішим видом цукру, хоча деякі винороби віддають перевагу буряковому цукру або кукурудзяному сиропу. У багатьох винних регіонах коричневий цукор є незаконною добавкою, а в регіонах, які взагалі забороняють шапталізацію, може бути доданий виноградний концентрат. Після додавання цукру в сусло ферменти розщеплюють молекули сахарози в цукрі на глюкозу і фруктозу, які потім ферментуються дріжджами і перетворюються на спирт і вуглекислий газ.
У теплих регіонах, де перезрівання є проблемою, застосовується протилежний процес регідратації (розведення водою) та підкислення. Це використовується наприклад в Каліфорнії, де, якщо в суслі є надлишок цукру для нормального бродіння, може бути додана вода для зниження концентрації. При підкисленні винна кислота додається до сусла для компенсації високих рівнів цукру та низьких рівнів кислоти, природно виявлених у стиглому винограді.
При виробництві шампанського, вина, а іноді і коньяку цукор додають після бродіння та перед закупорюванням. Шапталізація, навпаки, передбачає додавання цукру перед ферментацією. Виробники шампанського іноді використовують шапталізацію у своєму виноробстві, коли вино все ще у формі сусла.
Деякі винні журналісти стверджують, що шапталізація вина дозволяє виробникам вина пожертвувати якістю на користь кількості, дозволяючи переробити високі врожаї винограду, який не дозрів до кінця. Крім того, винороби використовують технологічні досягнення, такі як зворотний осмос, щоб видалити воду з неферментованого виноградного соку, збільшуючи тим самим його концентрацію цукру але зменшуючи обсяг виробленого вина.

## Законність

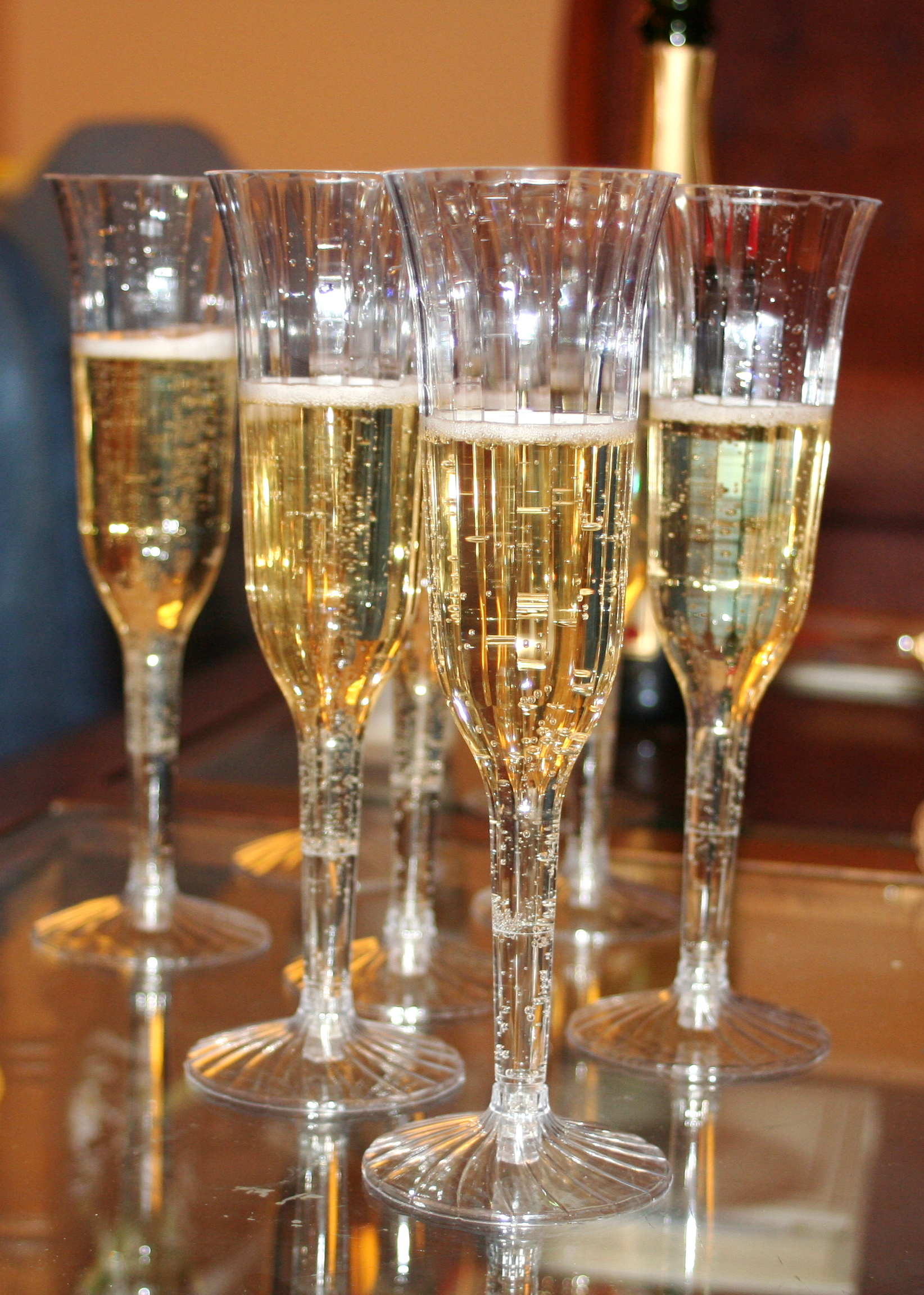
Шапталізація є стандартною у виробництві шампанського.

У багатьох країнах контроль за шапталізацією досить жорсткий і, як правило, дозволений лише в північніших районах, де виноград може дозріти недостатньо. В Європейському Союзі дозвіл залежить від виноградарської зони.
| Зона | Допустиме збільшення                                                                              | Максимальне значення ABV від шапталізації |
| ---- | ------------------------------------------------------------------------------------------------- | ----------------------------------------- |
| A    | 3 % ABV (24 г / л)                                                                                | 11,5 % (білий), 12 % (червоний)           |
| B    | 2 % ABV (16 г / л)                                                                                | 12 % (білий), 12,5 % (червоний)           |
| C.   | 1,5 % ABV (12 г / л) Нуль в Італії, Греції, Іспанії, Португалії, Кіпрі та регіонах півдня Франції | 12,5 % — 13,5 % залежно від регіону       |

Дозвіл на додавання ще 0,5 % ABV може бути надана в роки, коли кліматичні умови були виключно несприятливими. Національні винні правила можуть додатково обмежувати або забороняти використання шапталізації для певних сортів вина.
У деяких регіонах, таких як Німеччина, винні правила диктують, що виробники вина повинні маркувати, чи є вина «натуральними», тобто без цукру. В інших регіонах, таких як Франція, не існує таких вимог щодо маркування.
У Сполучених Штатах федеральний закон допускає використання при виробництві натурального виноградного вина із соку з низьким вмістом цукру. Це дозволяє здійснити використання в прохолодних штатах, таких як Орегон, або в штатах, таких як Флорида, де природний виноград (мускадин) має низький вміст цукру. Однак окремі штати все ще можуть створювати власні нормативні акти; Наприклад, Каліфорнія забороняє шапталізацію хоча каліфорнійські винороби можуть додавати виноградний концентрат.